# Ameisensackspinnen
Die Ameisensackspinnen (Phrurolithidae) bilden eine Familie innerhalb der Ordnung der Webspinnen. Die Familie, die zahlenmäßig im Vergleich zu anderen dieser Ordnung eher wenig Arten umfasst, setzt sich aus kleineren Vertretern der Spinnen zusammen, die Ameisen in Form der Bates’schen Mimikry nachahmen. Daher rührt auch neben der Lebensweise der Trivialname der allgemein wenig erforschten Familie.

## Merkmale

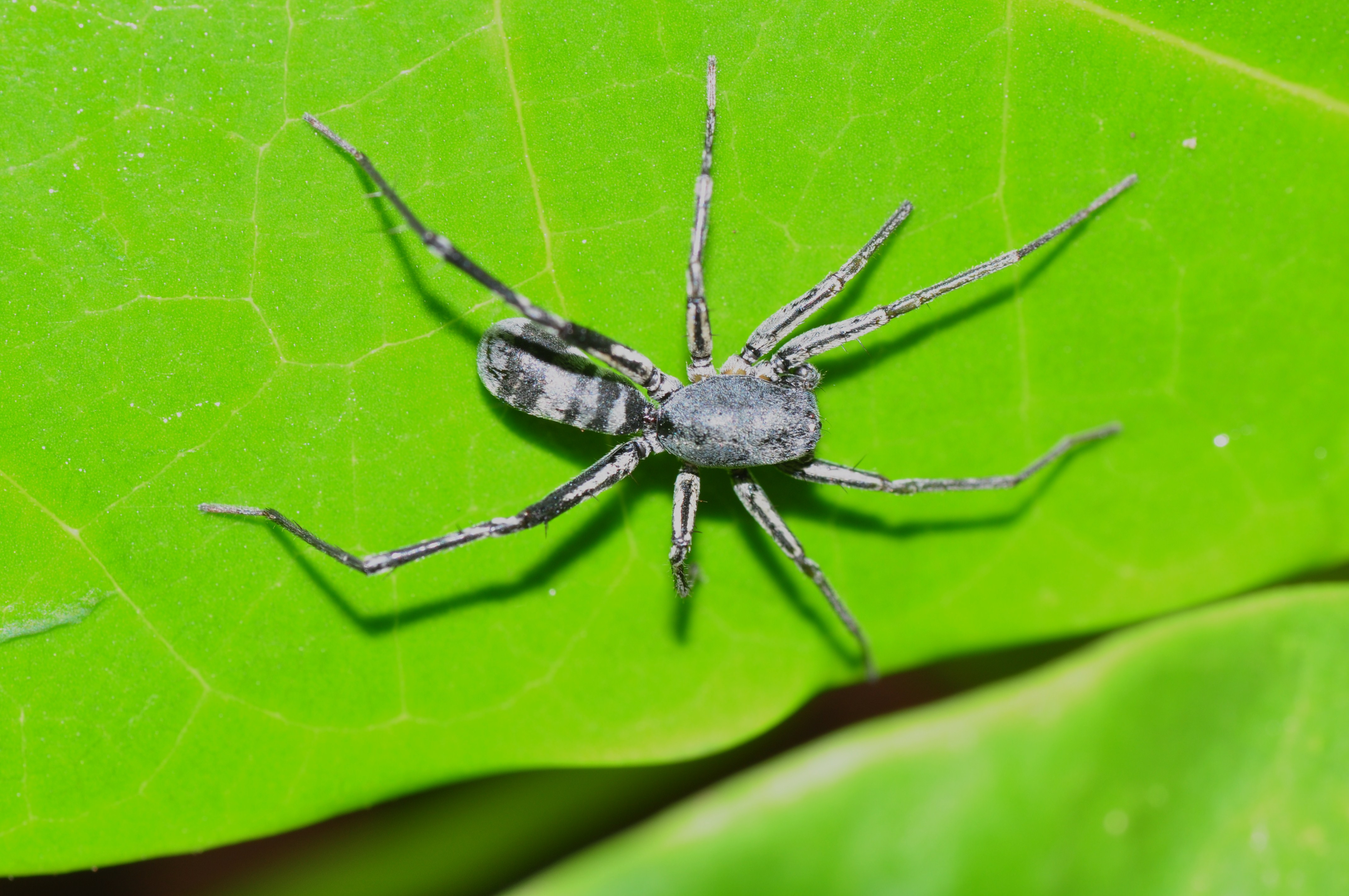
Imitation einer Ameise bei einer männlichen Ameisensackspinne in Form der Bates’schen Mimikry

Ameisensackspinnen erreichen eine Körperlänge von einem bis vier Millimetern. Die Tiere verfügen über acht in zwei Reihen angeordneten Augen, die zumeist geradlinig verlaufen. Allerdings kann die anteriore (vordere) Augenreihe auch einen prokurven (nach hinten gebogenen) Verlauf aufweisen. Die Höhe der Fovea (Apodem) beläuft sich relativ zur kephalen (am Kopf gelegenen) Bereich. Sie ist also so hoch oder niedriger als dieser. Genauso kann die Fovea auch die höchste Region des kephalen Bereichs darstellen.
Die Präcoxae (proximal, bzw. zur Körpermitte gelegene Glieder der Coxae, bzw. Hüftglieder) der Beine sind bei den Ameisensackspinnen triangulär (dreieckig) geformt. Außerdem besitzen bei ihnen die Beine und vor allem das vierte Beinpaar sowie die dorsale (obere) Fläche alle Femora (Schenkel) eine reduzierte Bestachelung. Anderweitig verfügen die Tibien (Schienen) des ersten Beinpaares ventral (unterhalb) dennoch über mindestens je vier Reihen aus Stacheln. Die Metatarsen (Fersenglieder) des ersten und zweiten Beinpaares besitzen außerdem jeweils eine Reihe kurzer Dörnchen. Die Klauenbüschel an den Tarsen (Fußgliedern) bestehen aus stark gefalteten Setae (chitinisierter Haare) und enthalten außerdem jeweils einen Klauenstachel.
Ameisensackspinnen weisen am Opisthosoma (Hinterleib) ein paar Buchlungen auf. Die Stigmen (Atemöffnungen) sind nahe der Spinnwarzen positioniert. Dorsal befindet sich auf dem Opisthosoma beim Männchen bei einigen Vertretern ein Scutum (sklerotisierte, bzw. verhärtete Platte) und im epigastrischen (beim Magen gelegenen) Bereich ein Sklerit (Hartteil). Bei den jeweils wie für Spinnen üblich in drei Paaren angegliederten Spinnwarzen der weiblichen Ameisensackspinnen kann die Anzahl der sogenannte Glandulae ampullata major zwei oder eine betragen, wobei im Falle letzterer Anzahl diese Spinnwarzen ein stummelartiges Gebilde aufweisen. Beim Männchen ist immer eine Glandula ampullata major ausgebildet, die ebenfalls mit einem Stummel bestückt sein kann. Beim posterior (hinten) medianenen (mittlere) Spinnwarzenpaar der Weibchen fehlen die sogenannten Glandula aciniformis vollständig.

Ansichten weiblicher Ameisensackspinnen
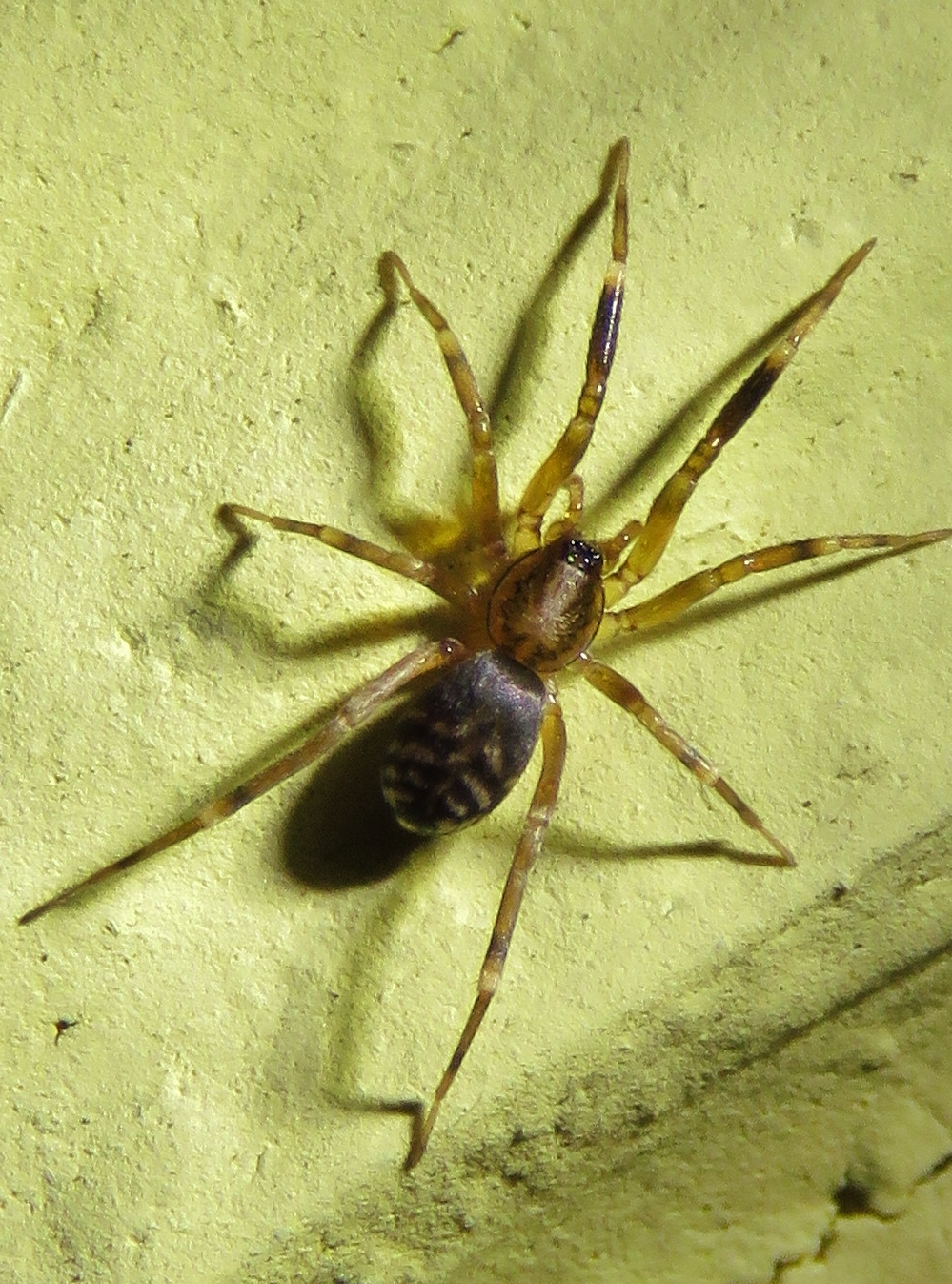
Dorsalansicht
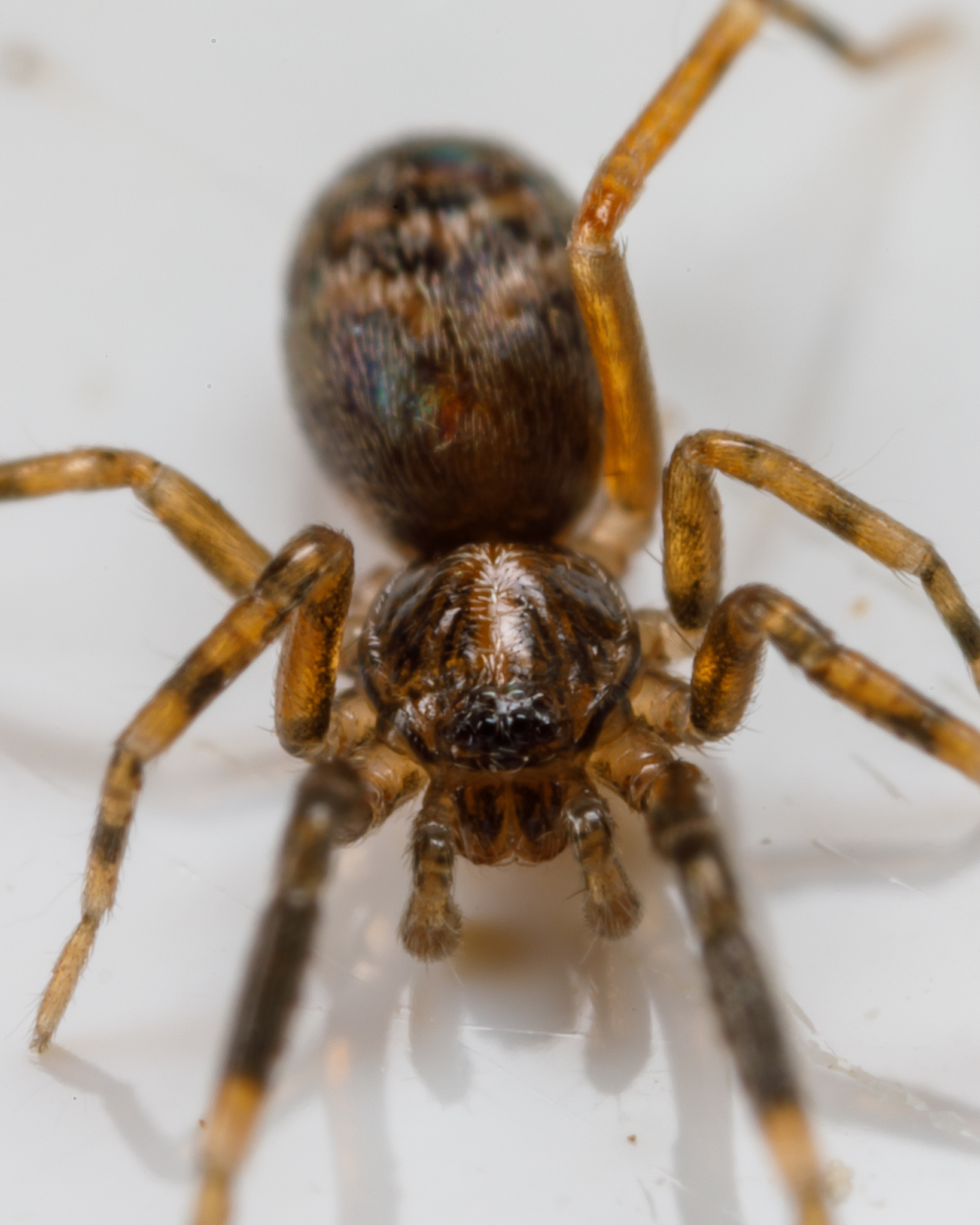
Frontalansicht
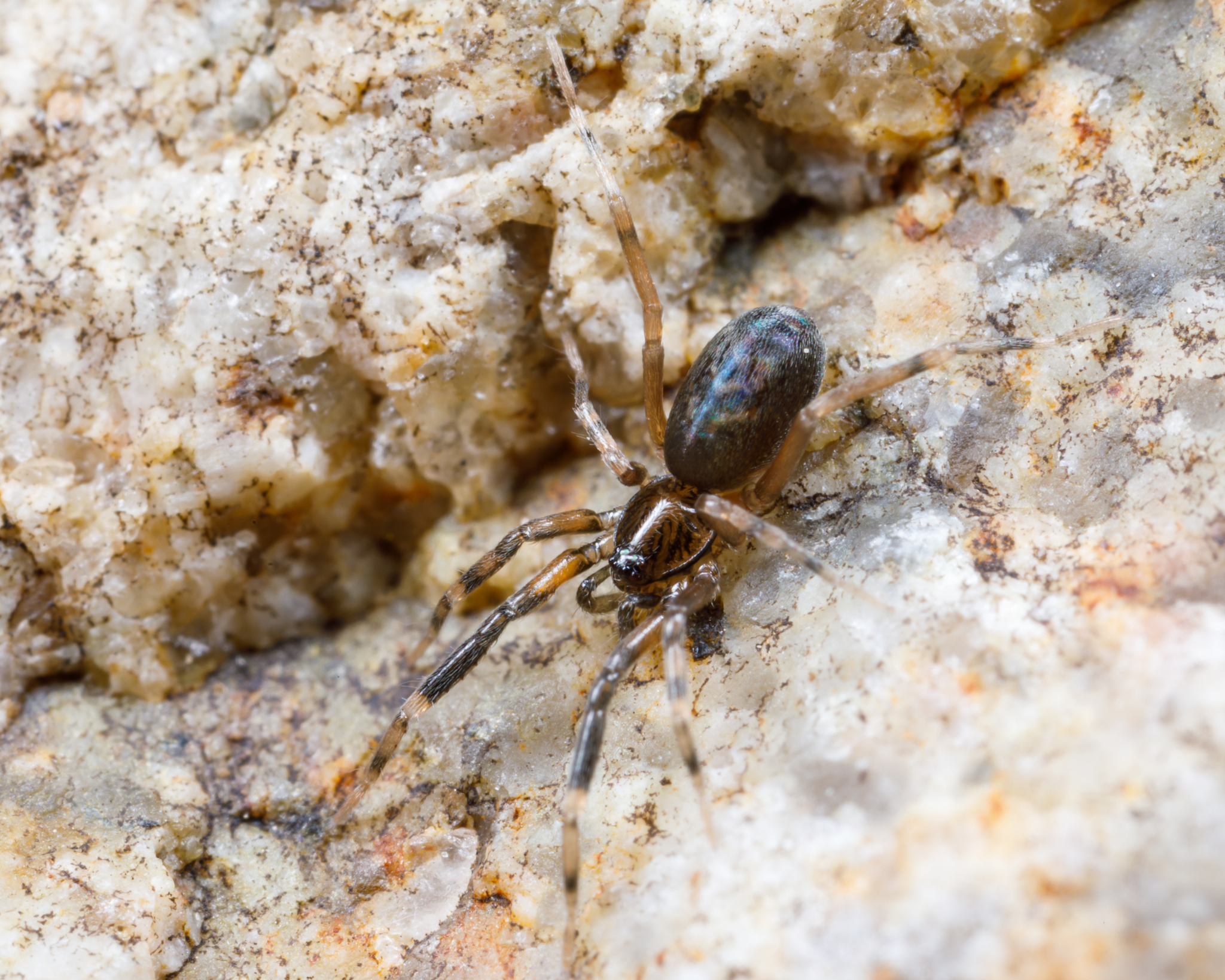
Lateralansicht
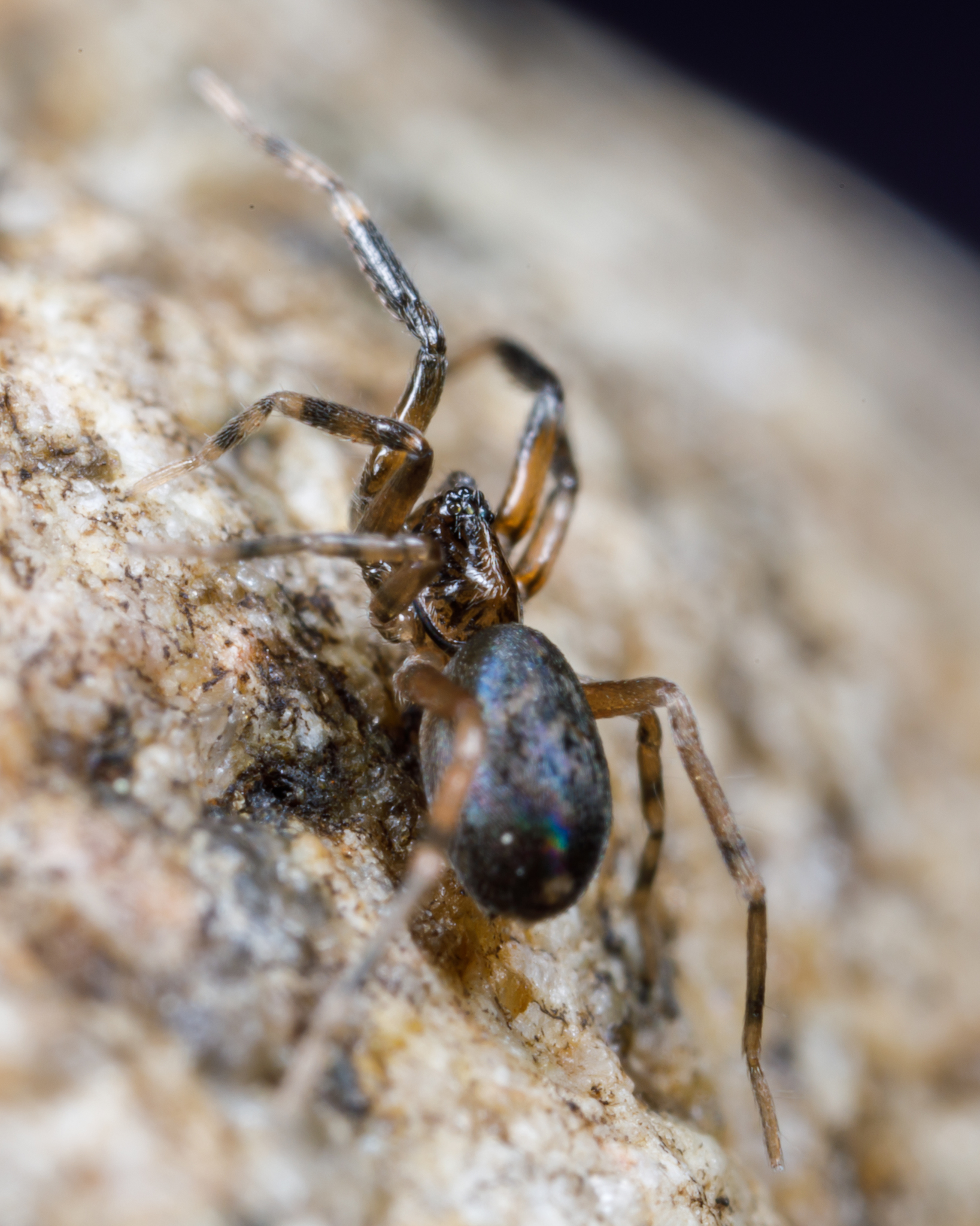
Rückansicht

Ansichten männlicher Ameisensackspinnen
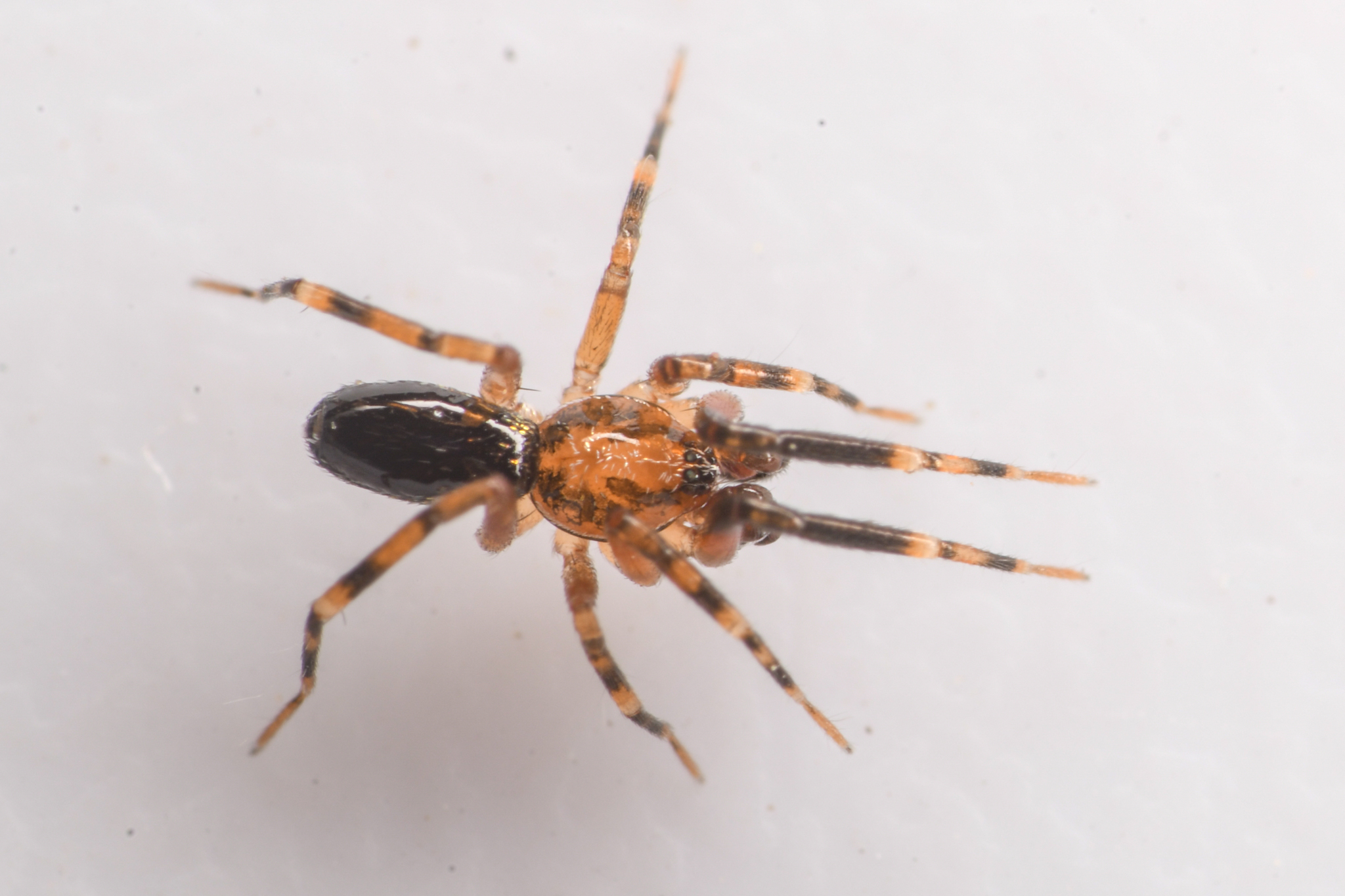
Dorsalansicht
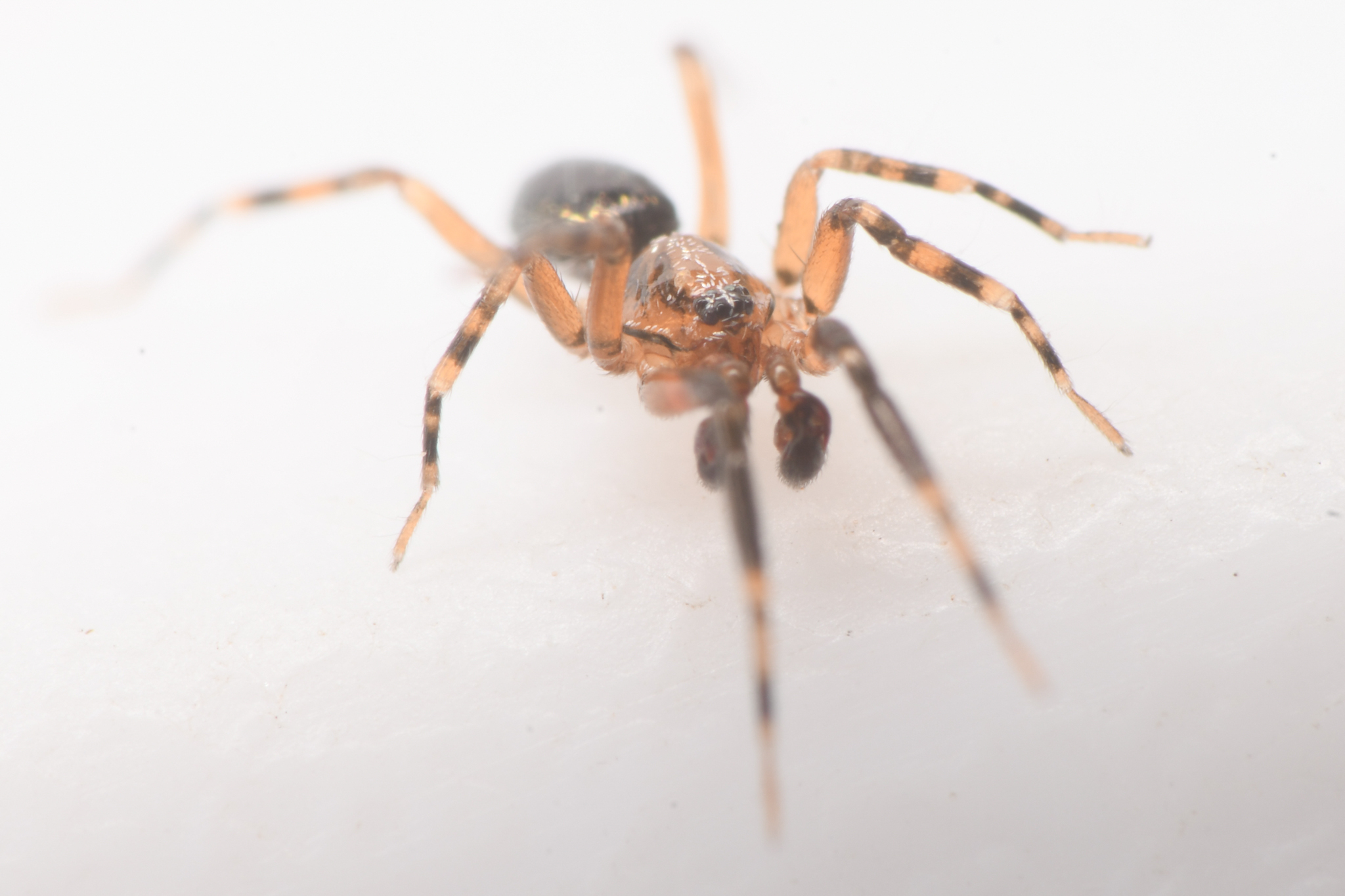
Frontalansicht
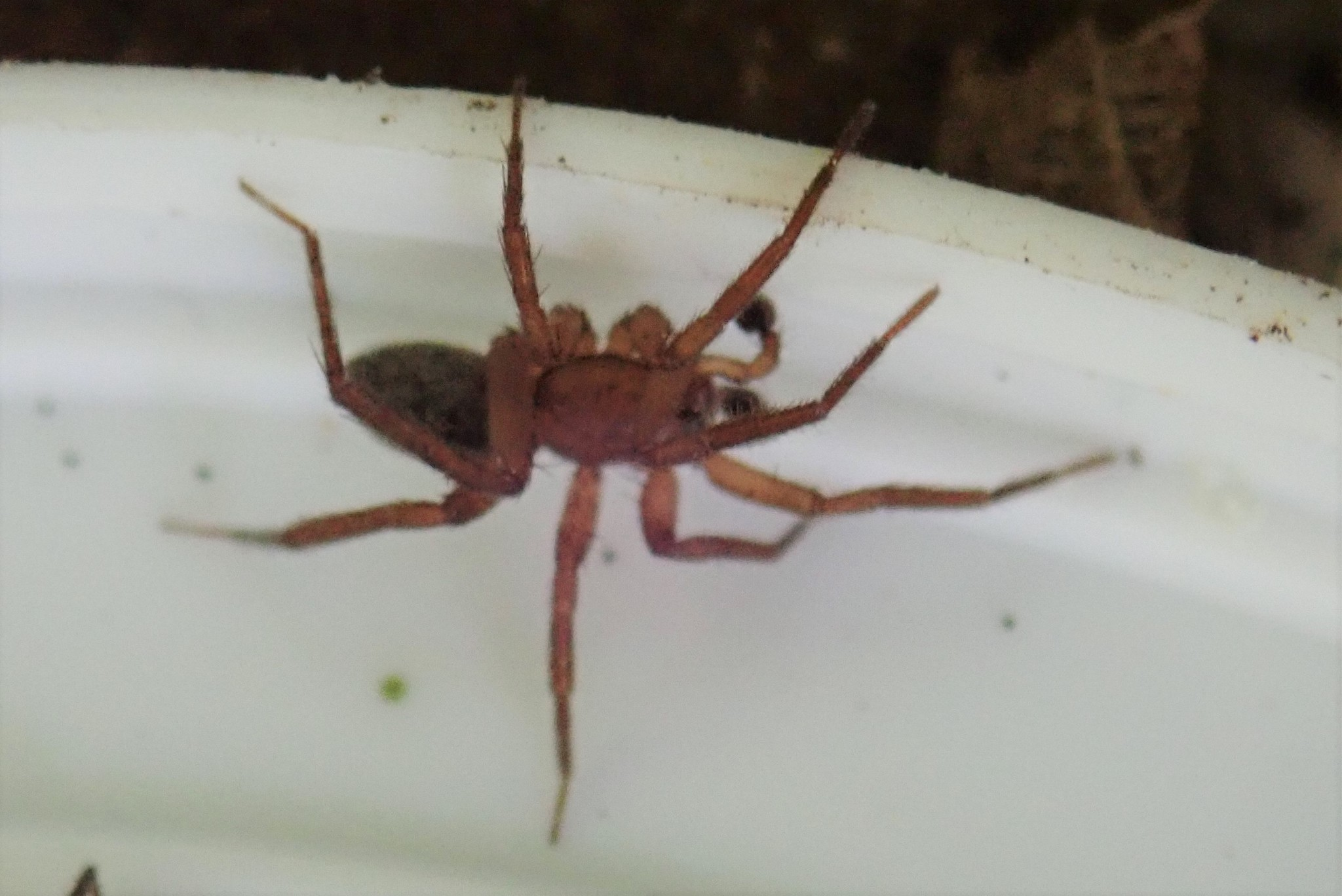
Lateralansicht
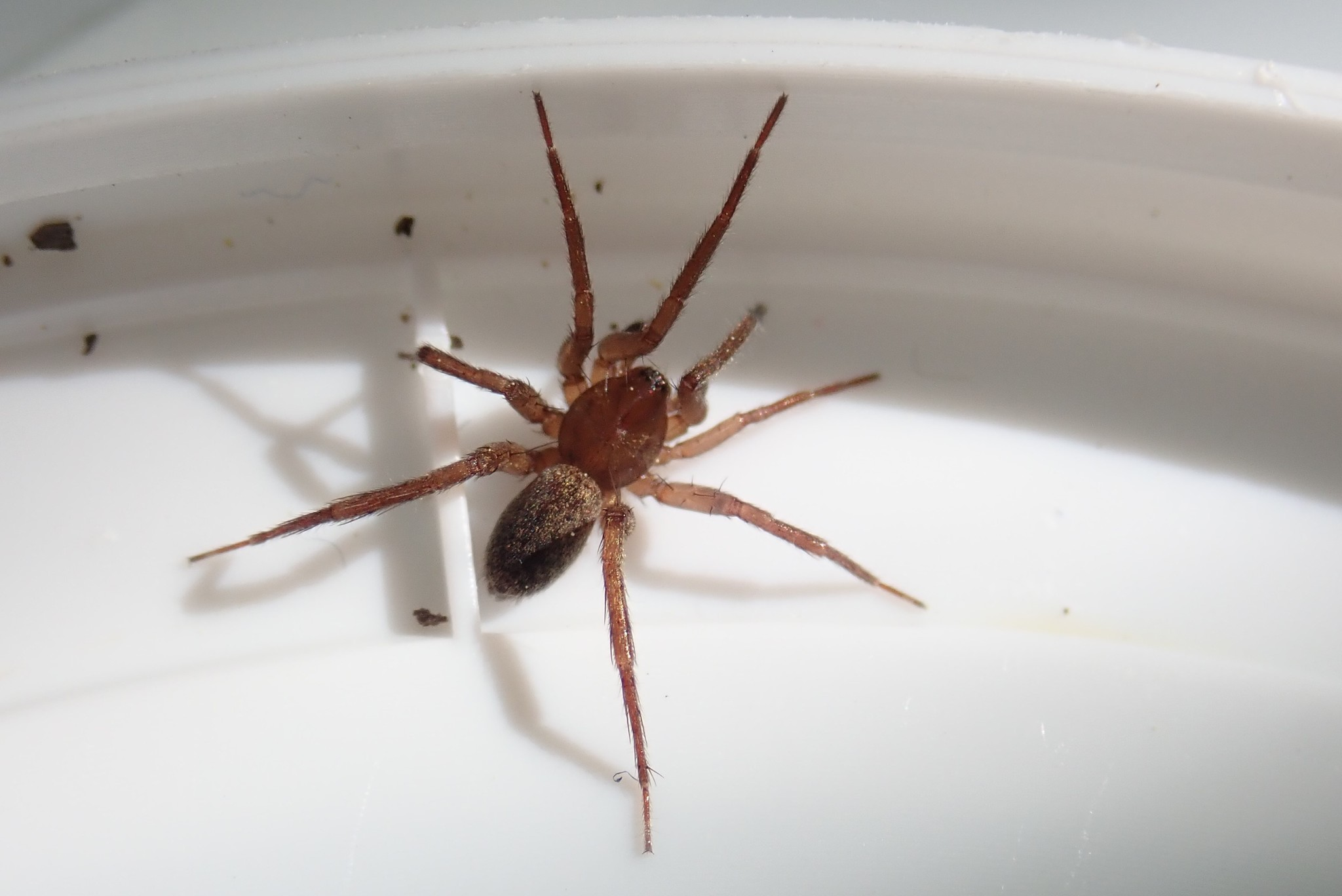
Rückansicht

### Genitalmorphologische Merkmale
| Frontale Detailansicht einer männlichen Ameisensackspinne mit teilweise erkennbaren Bulbi | Ventralansicht einer weiblichen Ameisensackspinne mit erkennbarer Epigyne |
|                                                                                           |                                                                           |

Bei den männlichen Ameisensackspinnen befinden sich an dessen Pedipalpen (umgewandelte Extremität im Kopfbereich) jeweils eine ventrale und mediane Apophyse (chitinisierter Fortsatz) und normalerweise auch noch einen ventralen sowie apikalen (zur Spitze gelegenen) Haken. Bei den Bulbi (männliche Geschlechtsorgane) fehlt im Gegensatz zu denen vieler anderer Spinnen jeweils die mediane Apophyse. Bei der Epigyne (weibliches Geschlechtsorgan) aller Ameisensackspinnen besitzt sowohl dessen primäre genauso wie die sekundäre Spermathek (Samentasche) noch ein weiteres kugelförmiges Gefäß.

### Differenzierung von ähnlichen Spinnen
Die Ameisensackspinnen teilen die meisten Ähnlichkeiten mit den Arten der Trachelidae, da Spinnen beider Familien Klauenbüschelbüschel aus stark gefalteten Setae und je einen Klauenstachel an den Tarsen sowie eine reduzierte Beinbestachelung insbesondere beim vierten Beinpaar und dorsal an den Femora aller Beine aufweisen. Die Männchen beider Familien
ähneln sich zusätzlich durch das Fehlen einer medianen Apophyse an beiden Bulbi. Allerdings haben Ameisensackspinnen im Gegensatz zu den meisten Arten der Trachelidae eine lange Reihe ventral angelegter Makrosetae (längerer Setae) an den Tibien des ersten Beinpaares, jedoch fehlen ihnen anders als der anderen Familie jegliche Höcker.
Weitere den Ameisensackspinnen entfernt ähnliche Spinnen können in den Familien der Sackspinnen (Clubionidae), der Rindensackspinnen (Corinnidae), der Plattbauchspinnen (Gnaphosidae) und der Feldspinnen (Liocranidae) enthalten sein. Sackspinnen weisen an den Tibien des Beinpaares jedoch eine geringere Anzahl an Reihen ventraler Stacheln als Ameisensackspinnen auf und sind zumeist kleiner als die meisten Arten der Rindensackspinnen. Den Ameisensackspinnen fehlen außerdem die für Plattbauchspinnen typischen anteromedianen (vorne seitlichen) zylindrischen Spinnwarzen. Im Gegensatz zu den Feldspinnen haben die Ameisensackspinnen trianguläre Präcoxa, dafür fehlen ihnen die für Feldspinnen typischen in zwei Reihen angegliederte und dicht aneinander positionierte Borsten an den Tibien und Metatarsen des ersten Beinpaares.

Beispiele für den Ameisensackspinnen ähnliche Spinnen
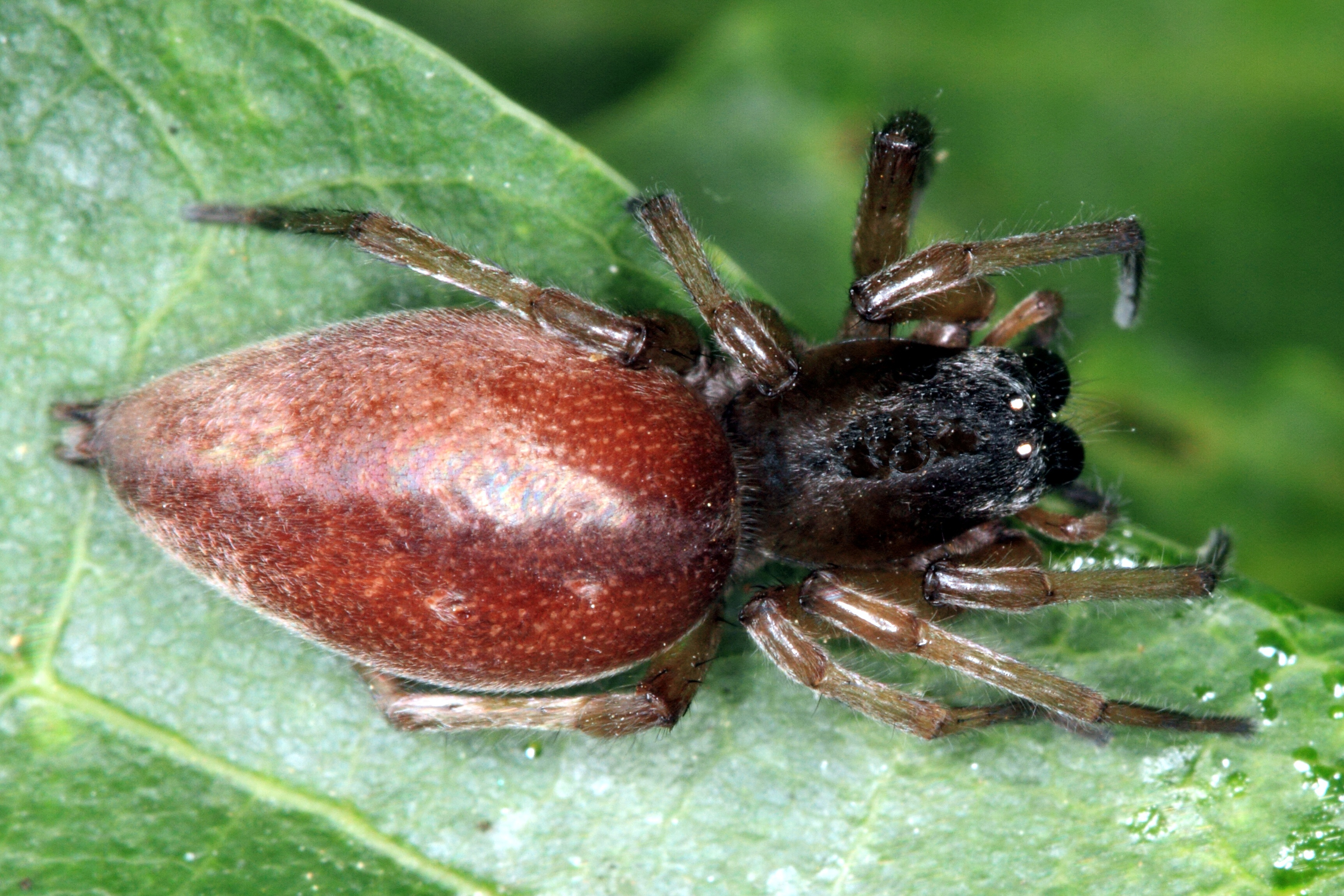
Weibliche …
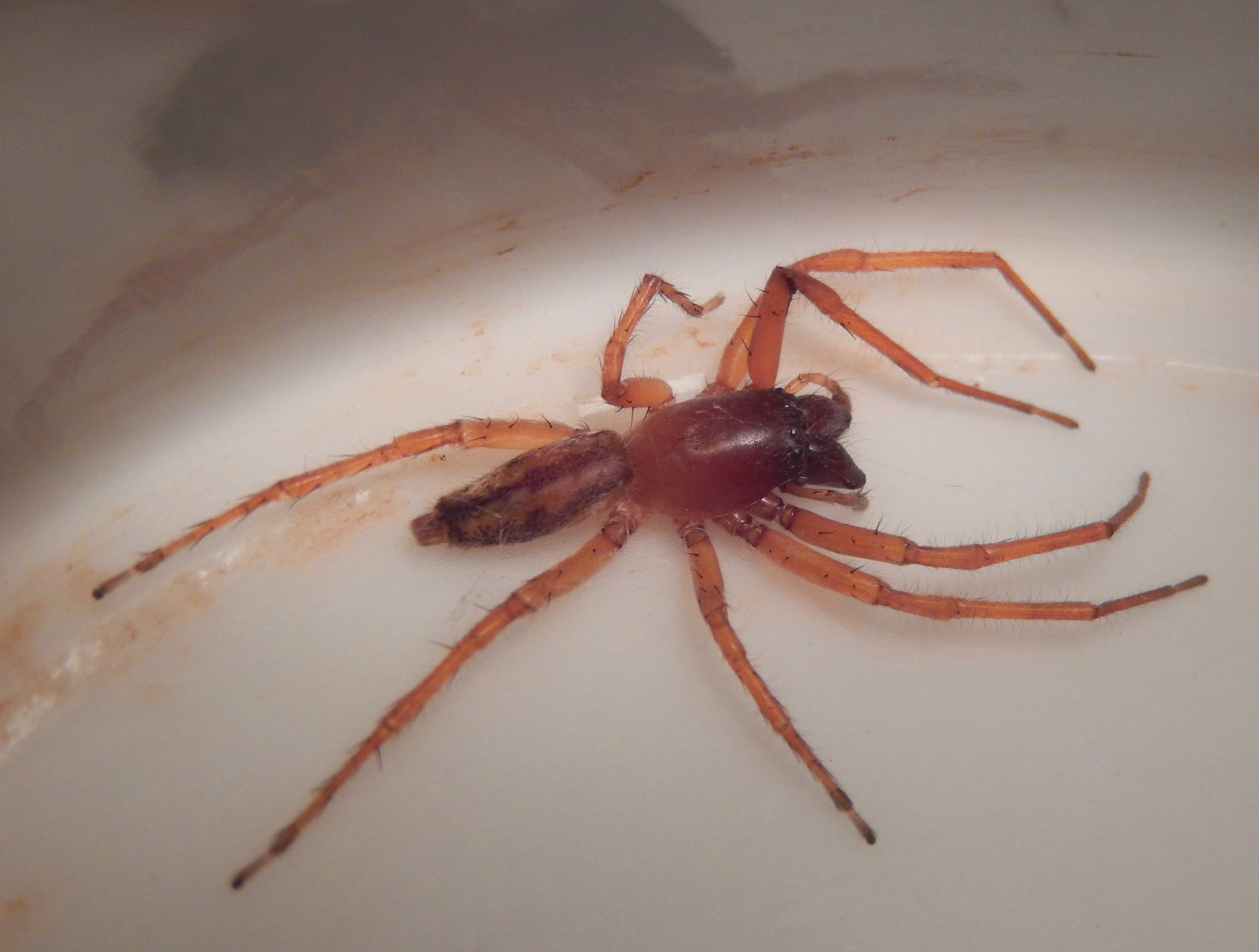
… und männliche Sackspinne (Clubionidae sp.).
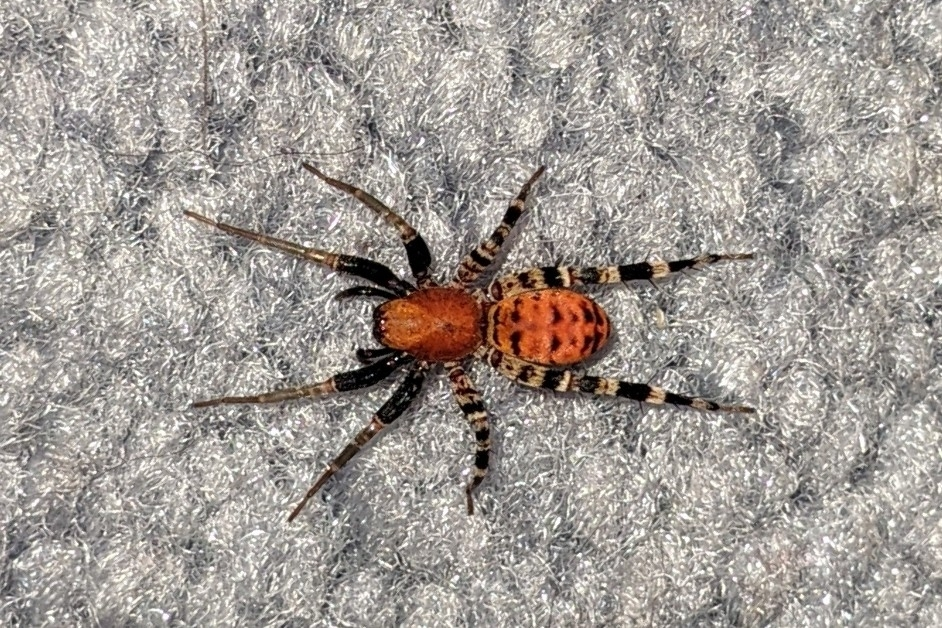
Weibchen von Castianeira amoena aus der Familie der Rindensackspinnen (Corinnidae) …
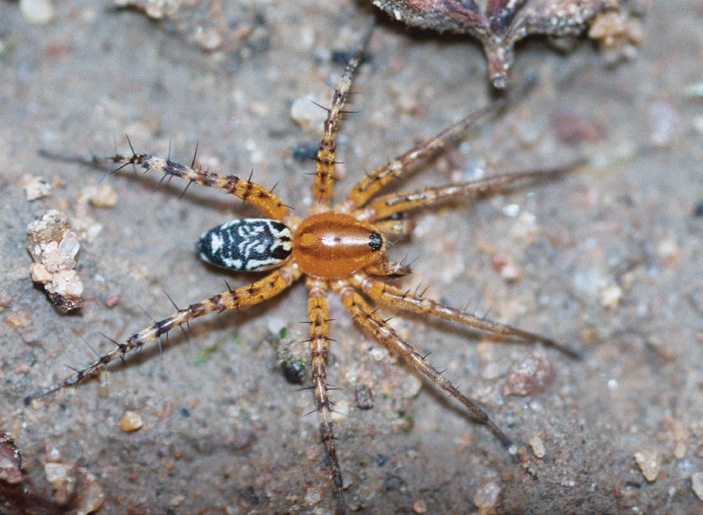
… und Männchen von Copa flavoplumosa aus der gleichen Familie.
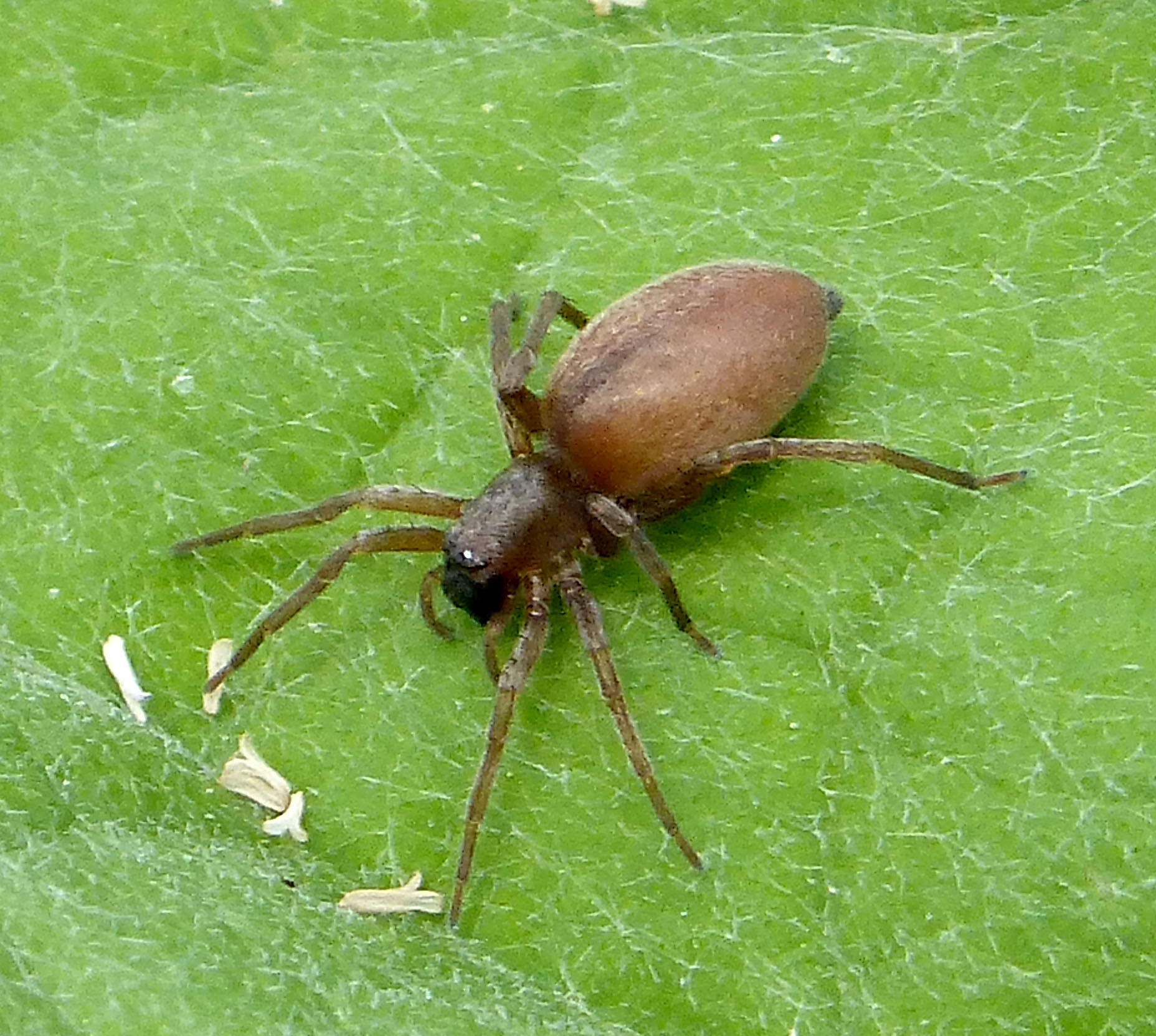
Weibliche …
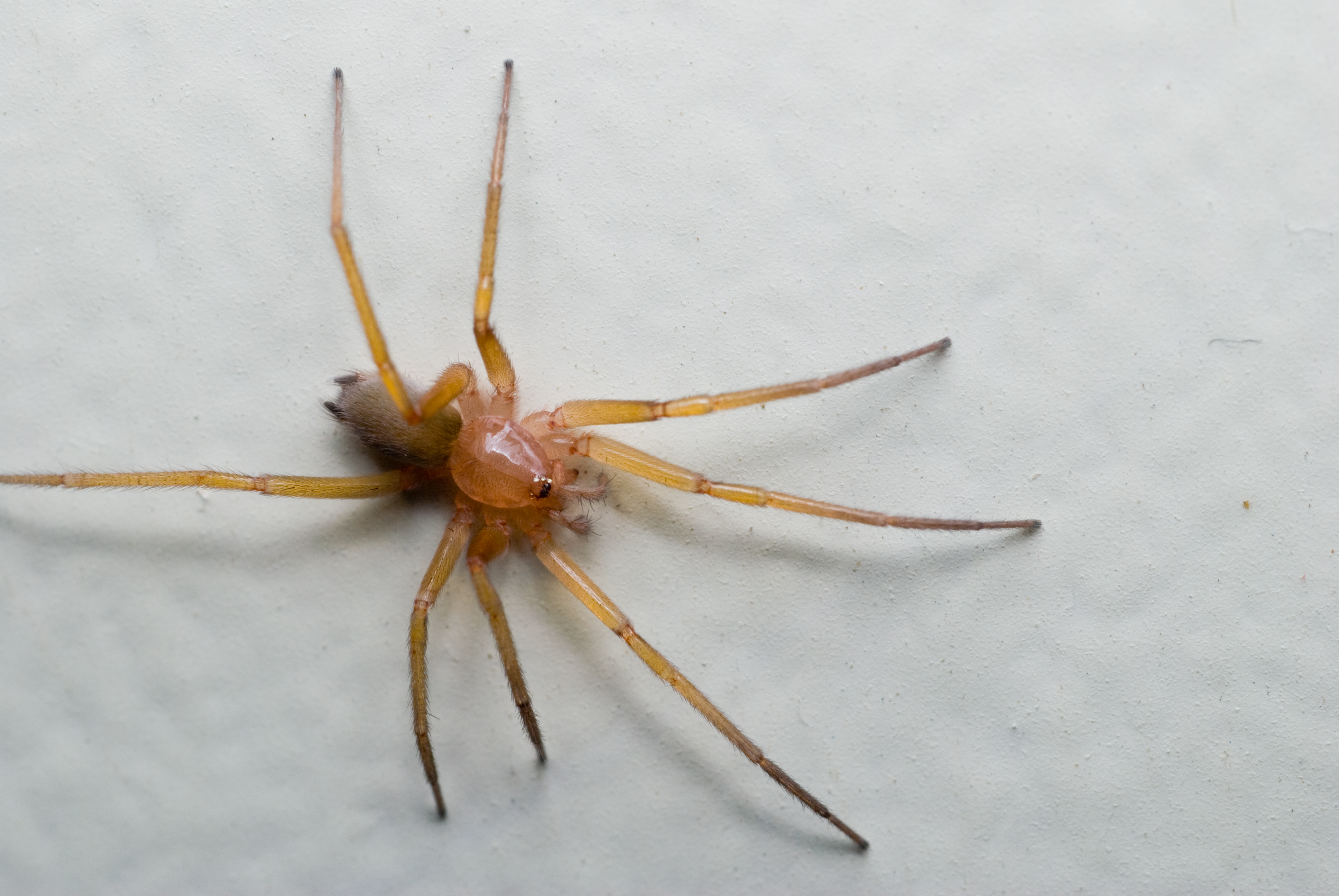
… und männliche Plattbauchspinne (Gnaphosidae sp.)
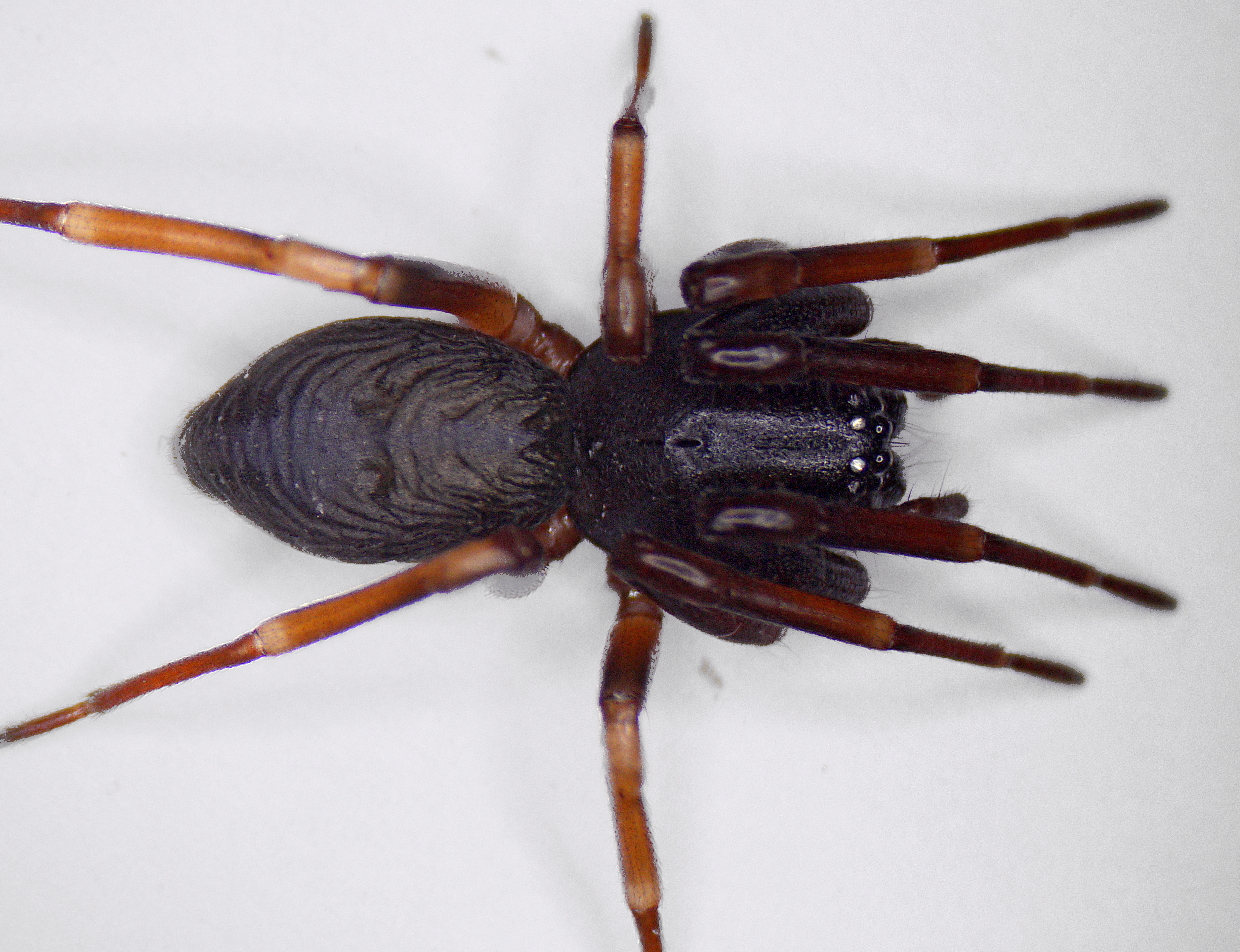
Weibchen von Cetonana laticeps aus der Familie der Trachelidae…
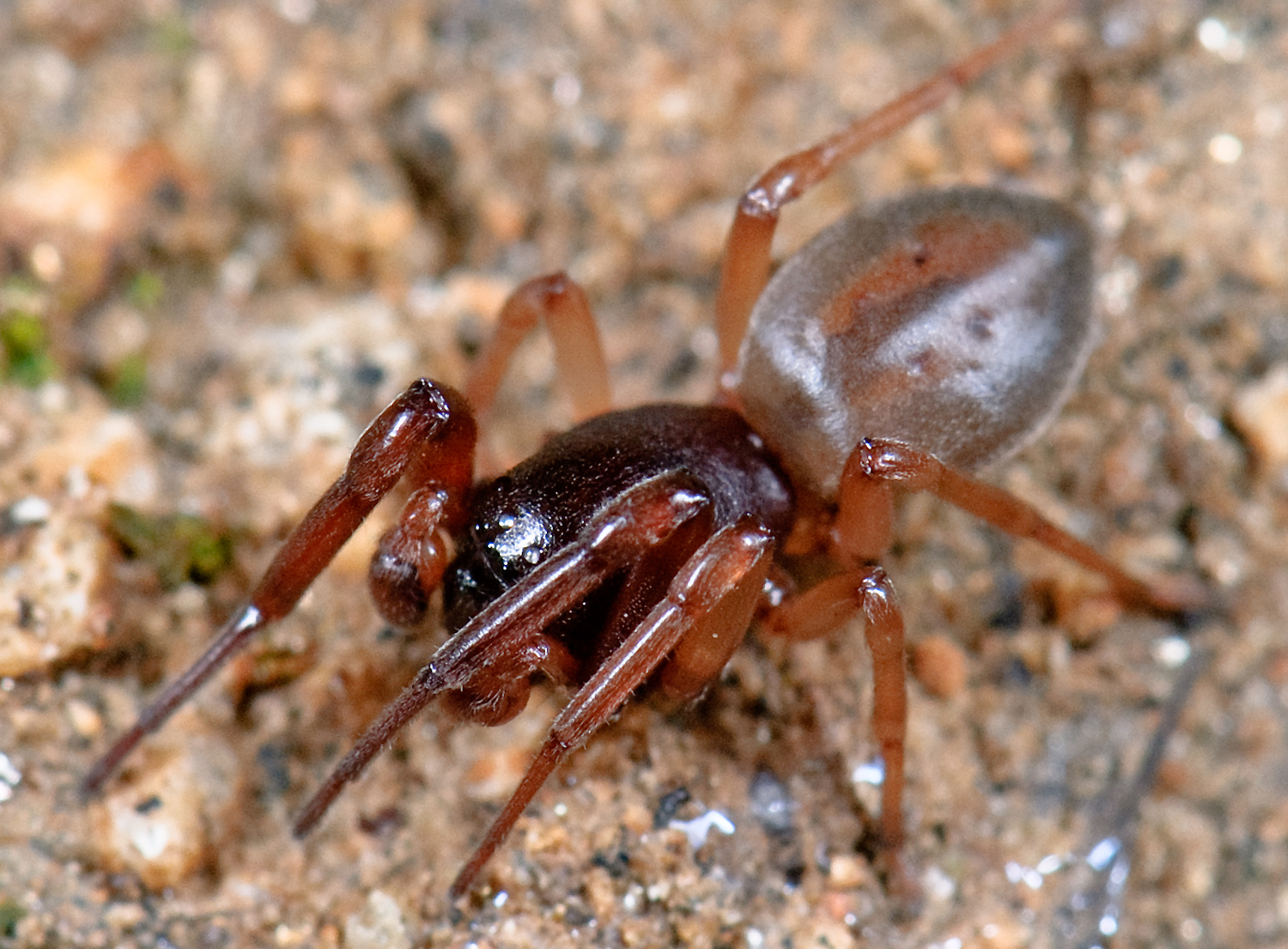
… und Männchen von Trachelas pacificus aus der gleichen Familie.
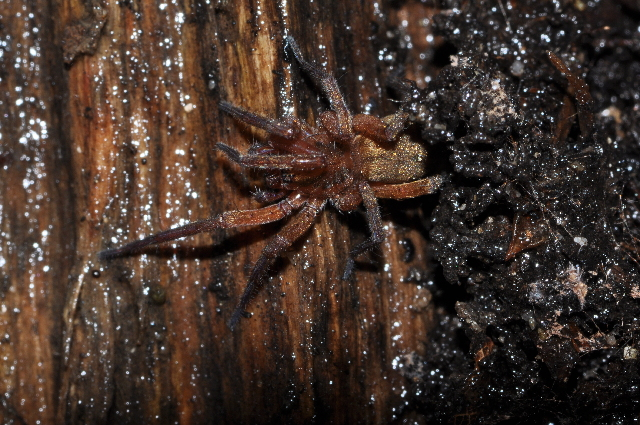
Weibchen der Großen Feenlämpchenspinne (Agroeca brunnea) aus der Familie der Feldspinnen (Liocranidae) …
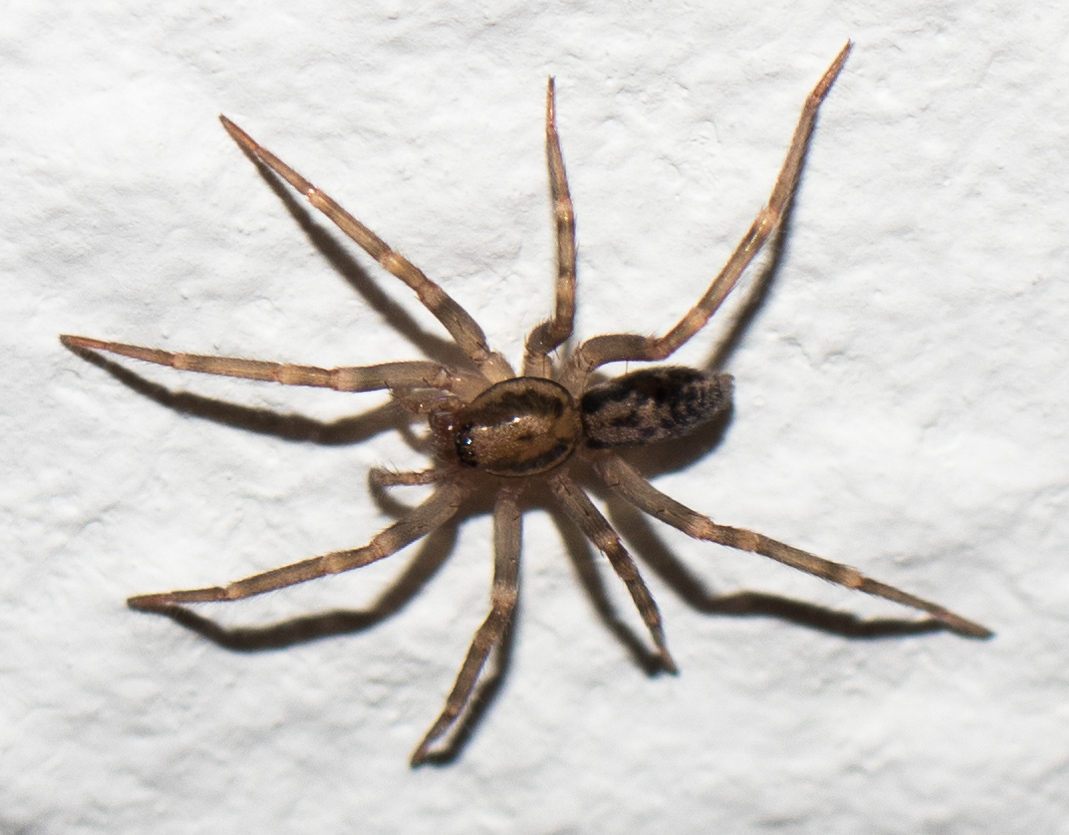
Und Männchen des Bunten Felsenstreuners (Liocranum rupicola) aus der gleichen Familie.

## Verbreitung und Lebensräume

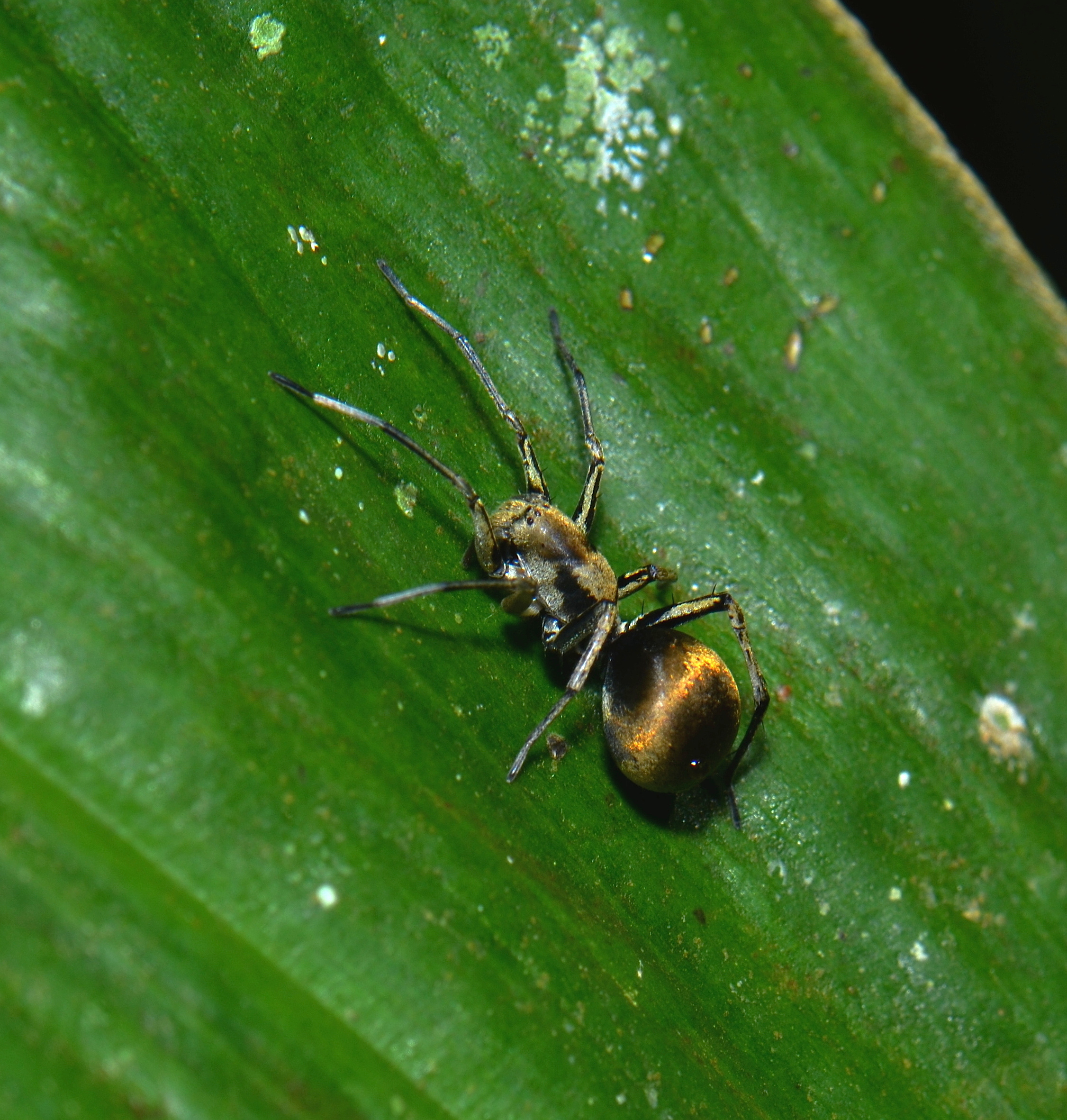
Weibliche Ameisensackspinne, gefunden in der indonesischen Provinz Aceh.

Die Familie der Ameisensackspinnen ist weltweit verbreitet, wobei ihr Verbreitungsschwerpunkt in den Tropen und Subtropen liegt. Es werden innerhalb der Familie eine Vielzahl an Habitaten (Lebensräume) bewohnt, darunter Hochebenen, Depressionen und gebirgige genau wie hügelige Gebiete.

## Biologie

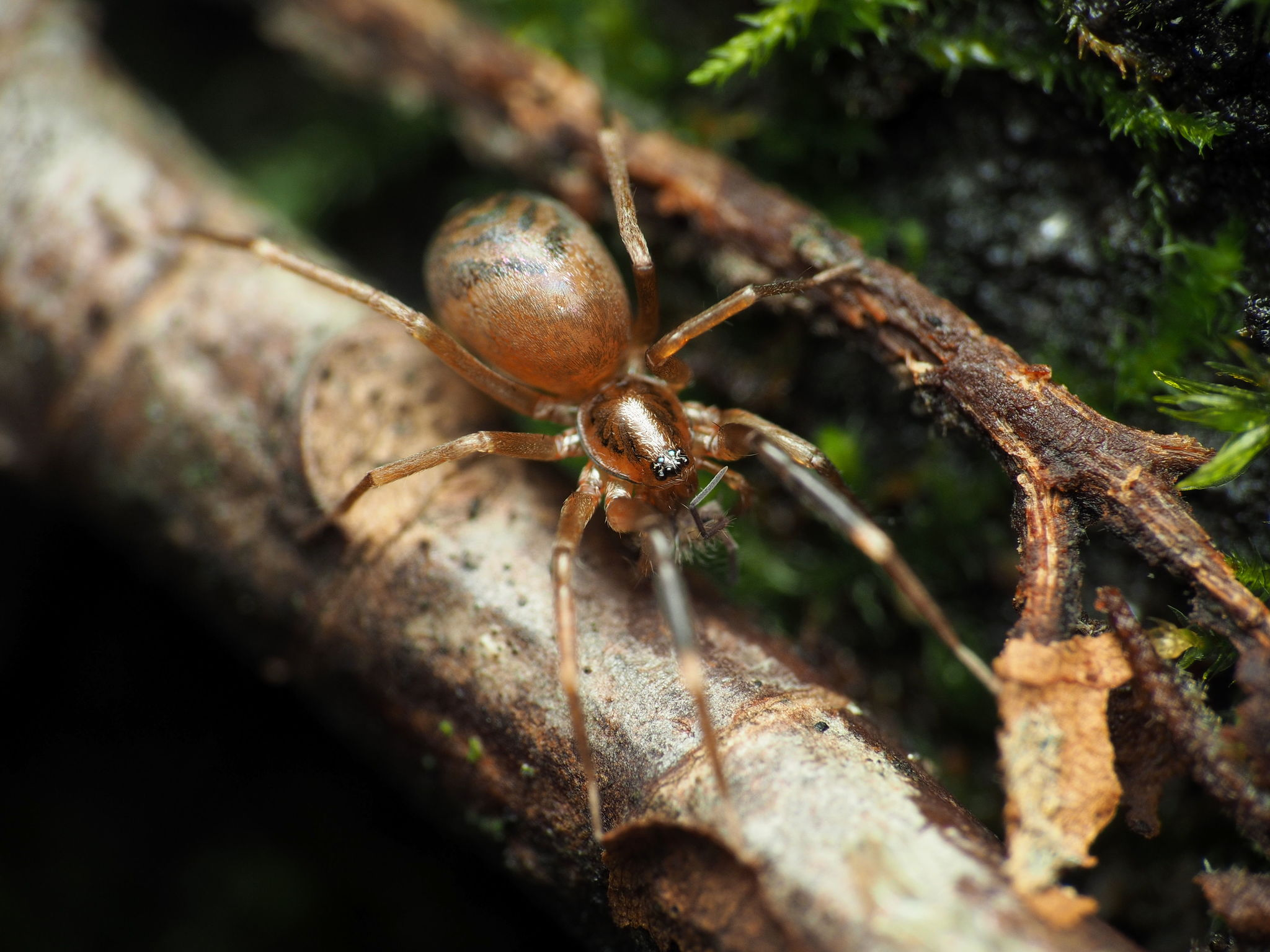
Weibliche Ameisensackspinne mit Beute

Ameisensackspinnen sind freilaufend und demzufolge ohne ein Spinnennetz jagende Spinnen mit terrestrischer (bodenbewohnender) Lebensweise und halten sich häufig in Streuschichten, Totholz oder dem Waldboden auf. Daneben sind diese Spinnen in Humusschichten, auf niedrigen Sträuchern und den Wurzeln von Bäumen sowie unter Steinen und Rinde zu finden. Unter den Streuschichten scheint eine Bevorzugung von solchen aus Bambusblättern zu bestehen.
Für Ameisensackspinnen typisch ist die Nachahmung von Ameisen in Form der Bates’schen Mimikry, was dem Prinzip dieser Mimikry dazu dient, Prädatoren (Fressfeinde) abzuschrecken. Dies ist auch bei vielen anderen myrmekomorphen (ameisenimitierenden) Spinnen der Fall, da Ameisen aufgrund ihrer Wehrhaftigkeit häufig unbeliebte Beutetiere darstellen. Manche Ameisensackspinnen halten sich zur Verstärkung der Imitation gerne in der Nähe von Ameisen auf.

Lebenszyklus
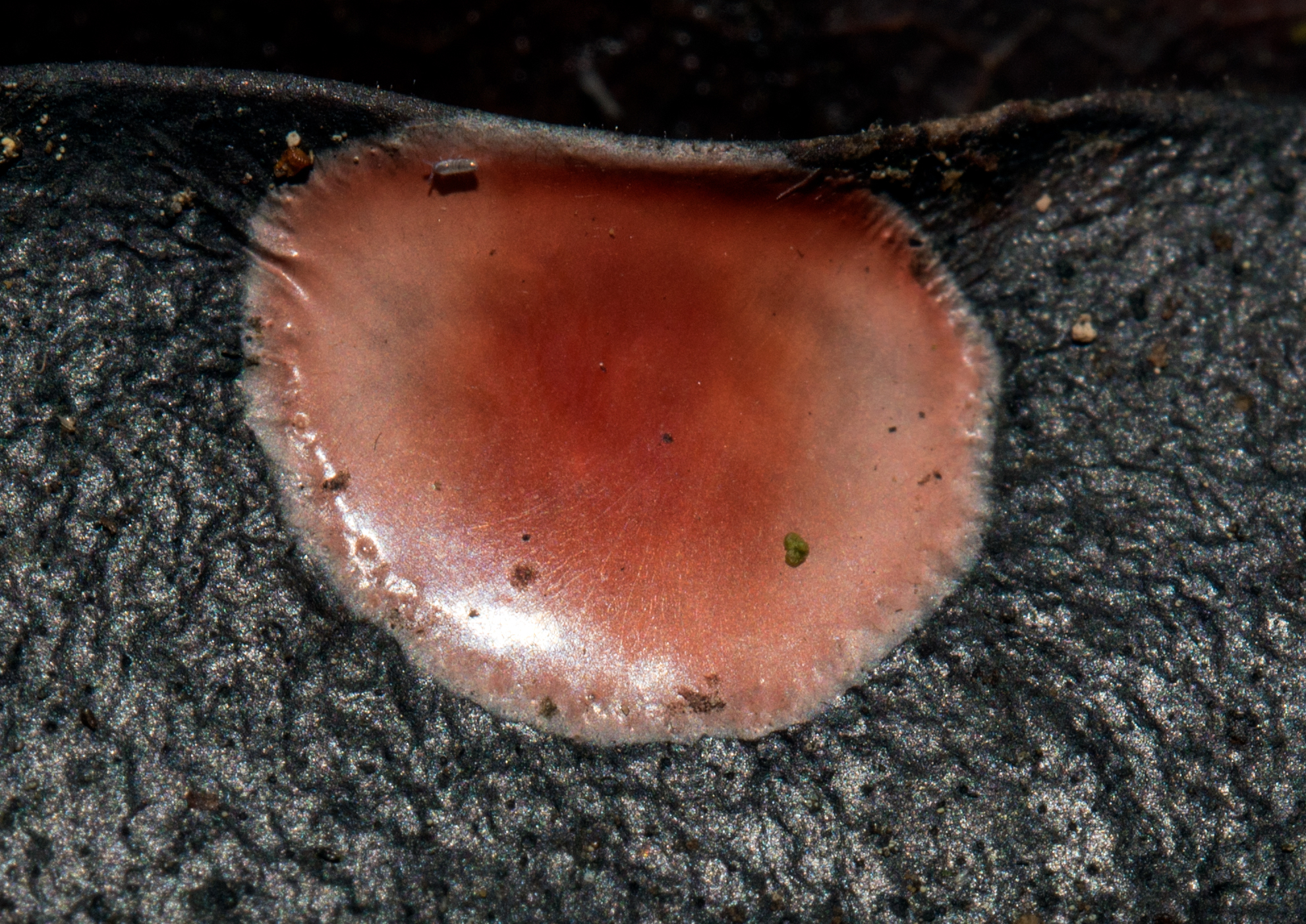
Eikokon einer Ameisensackspinne
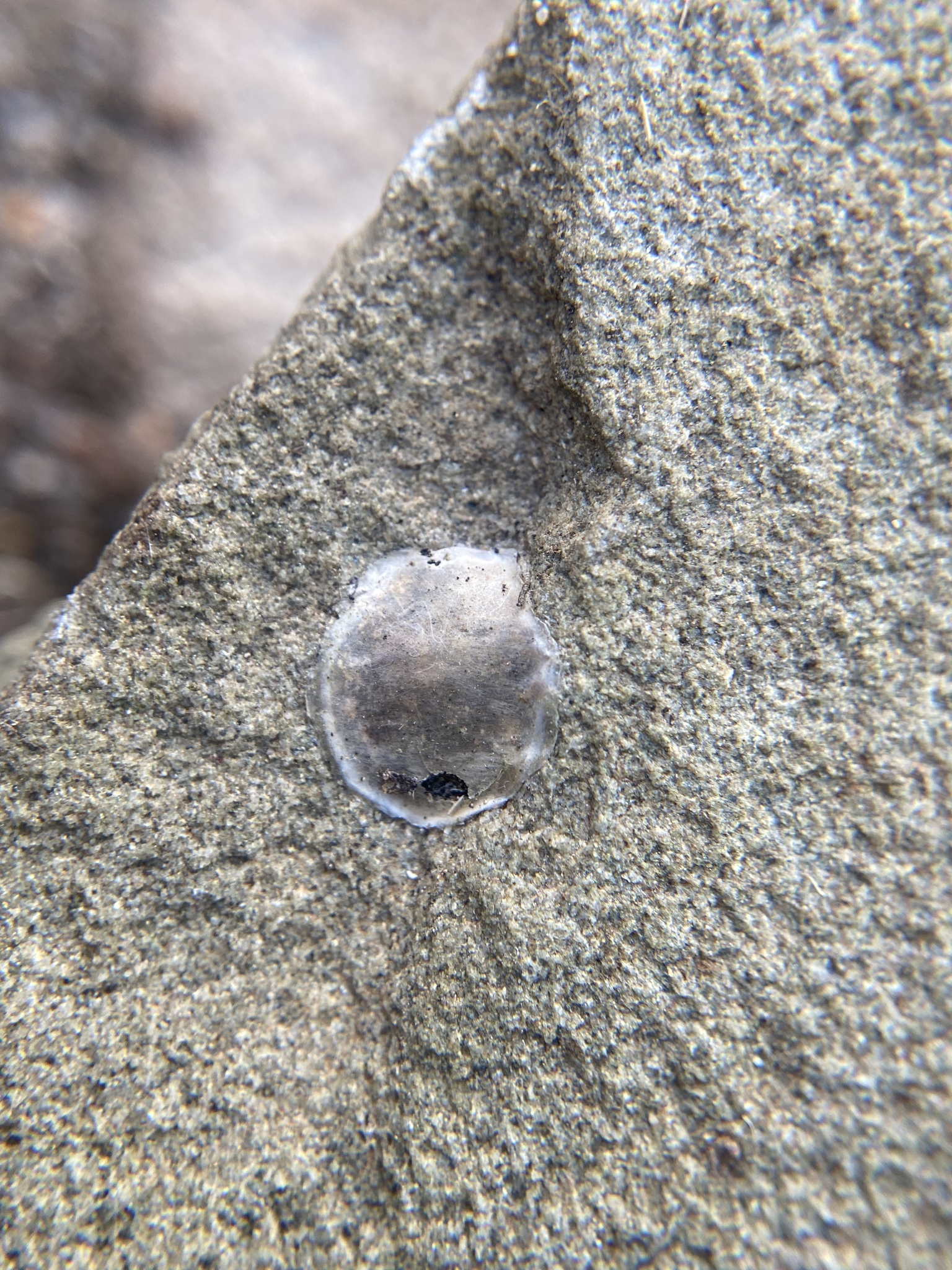
Dito, während des Schlupfes.
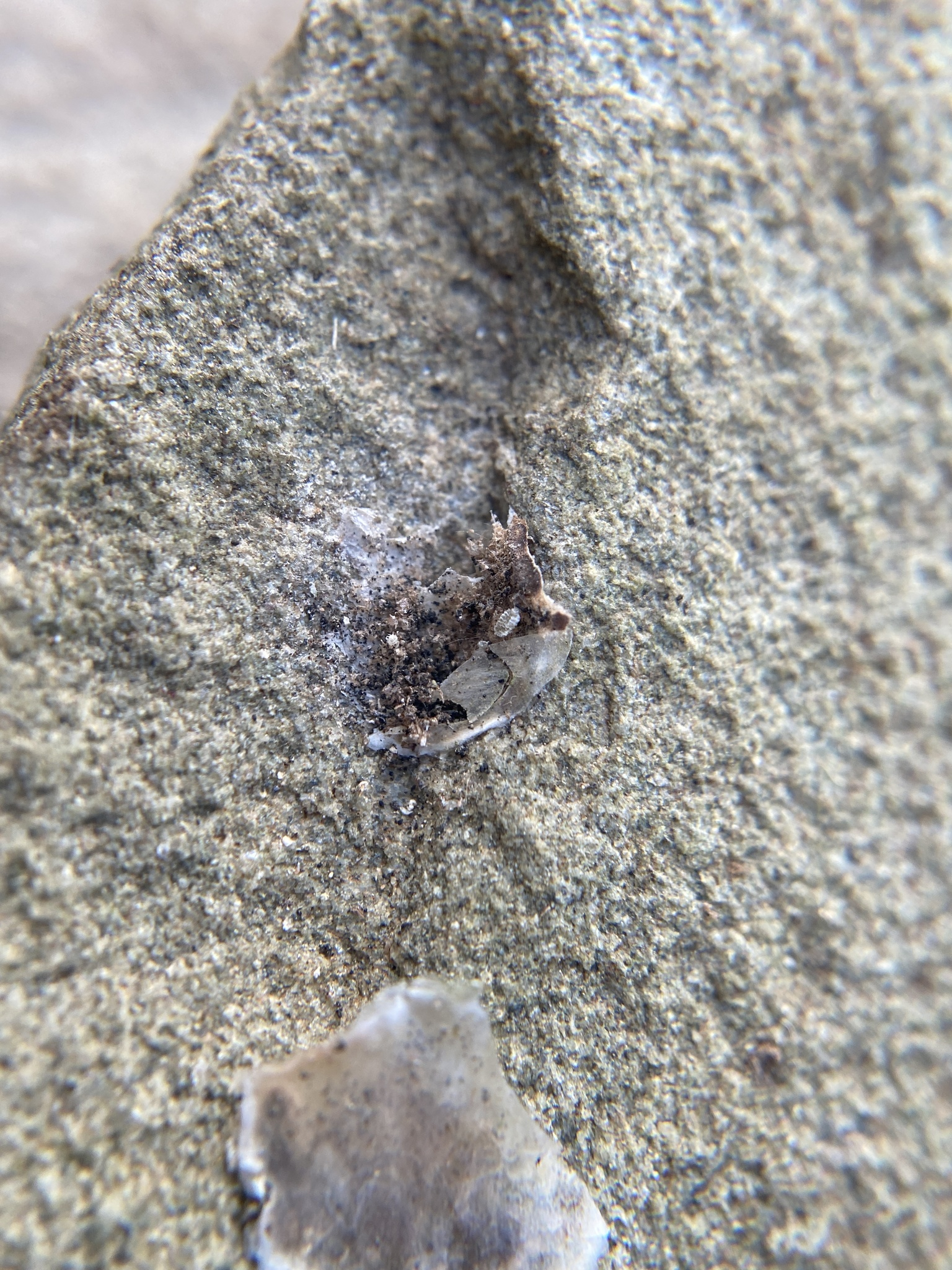
Verlassener Eikokon nach dem Schlupf
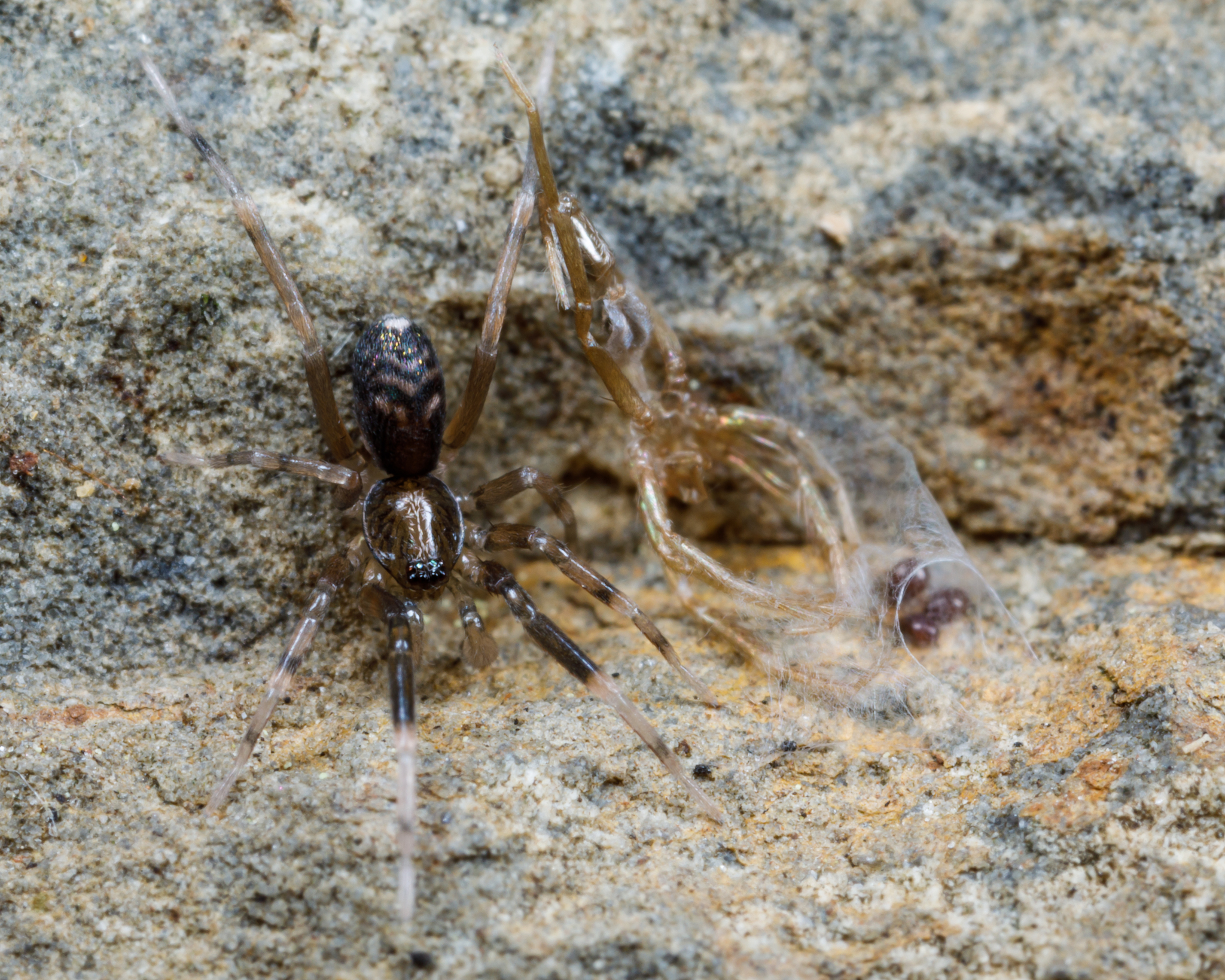
Männliche Ameisensackspinne nach einer Häutung, rechts die Exuvie.

## Systematik
Die Systematik der Ameisensackspinnen war mehrfach Änderungen unterworfen, insbesondere ihr taxonomischer Status. Die Typusgattung der Familie ist die der Ameisenvagabunden (Phrurolithus).

### Beschreibungsgeschichte
Die Ameisensackspinnen wurde bei ihrer 1892 von Nathan Banks durchgeführten Erstbeschreibung als Tribus der Phrurolithi beschrieben und innerhalb der Familie der Sackspinnen (Clubionidae) bei der Unterfamilie der Clubioninae eingegliedert. Banks orientierte sich bei der Beschreibung an zwei Reihen kräftiger Stacheln, die bei den Spinnen an den Tibien des ersten und des zweiten Beinpaares der Spinnen vorhanden sein sollen. Danach wurden die Ameisensackspinne für längere Zeit als Unterfamilie der Phrurolithinae zur Familie der Rindensackspinnen (Corinnidae) gestellt, ehe sie 2014 im Rahmen einer von Martín Ramírez durchgeführten phylogenetischen (stammestechnischen) Analyse aller zur Gruppe der Dionycha zählenden Spinnen zur Familie erhoben wurden, was auch bereits 2001 von Christa L. Deeleman-Reinhold vorgeschlagen wurde. Ferner erwog Pekka Taisto Lehtinen 1967, die Ameisensackspinnen den Plattbauchspinnen (Gnaphosidae) zuzuordnen. Nach Ramirez’ Analysen zählen die Ameisensackspinnen zur von ihm aufgestellten Klauenbüschelhakenklade („Claw Tuft Clasper Clade“ oder abgekürzt „CTC Clade“ in der englischen Sprache), benannt nach den Klauenstacheln an den Tarsen, die bei allen zu dieser Klade (Gruppe) zugehörigen Spinnen vorhanden ist.

### Gattungen
Der World Spider Catalog listet für die Ameisensackspinnen aktuell 20 Gattungen und 313 Arten und Unterarten.
- Abdosetae Fu, Zhang & MacDermott, 2010
- Alboculus Liu, 2020
- Aculithus Liu & S. Q. Li, 2022
- Alboculus Liu, 2020
- Bosselaerius Zamani & Marusik, 2020
- Corealithus Kamura, 2021
- Dorymetaecus Rainbow, 1920
- Grandilithus Liu & S. Q. Li, 2022
- Labialithus Kamura, 2021
- Liophrurillus Wunderlich, 1992
- Otacilia Thorell, 1897
- Pennalithus Kamura, 2021
- Phonotimpus Gertsch & Davis, 1940
- Phrurolinillus Wunderlich, 1995
- Ameisenvagabunden (Phrurolithus C. L. Koch, 1839)
- Phruronellus Chamberlin, 1921
- Phrurotimpus Chamberlin & Ivie, 1935
- Piabuna Chamberlin & Ivie, 1933
- Plynnon Deeleman-Reinhold, 2001
- Scotinella Banks, 1911

#### Transferierte Gattungen
3 Gattungen galten einst als zu den Ameisensackspinnen zugehörig, wurden jedoch mittlerweile transferiert. Die Gattungen sind:
- Drassinella Banks, 1904 - Zählt nun zu den Feldspinnen (Liocranidae).
- Gosiphrurus Chamberlin & Ivie, 1935 - Zählt nun zu den Feldspinnen.
- Orthobula Simon, 1897 - Zählt nun zur Familie der Trachelidae.

#### Synonymisierte Gattung
Eine Gattung, die zuletzt zu den Ameisensackspinnen zählte, wurden mit einer anderen innerhalb der Familie synonymisiert und verlor somit ihren Gattungsstatus. Die einstige Gattung ist:
- Palaetyra Simon, 1898 Synonymisiert mit der Gattung Otacilia unter Deeleman-Reinhold, 2001.